# 近藤浩
近藤 浩（こんどう ひろし、1961年1月31日 - ）は、日本の政治家、介護福祉士。
衆議院議員（1期）、愛知県議会議員（2期）などを歴任。衆議院議員初当選の約1ヶ月後、買収容疑で逮捕された。

## 来歴
愛知県名古屋市瑞穂区出身。祖父は元市議、父親は開業医。そのコネを生かし、小学生の頃から政治家になることが夢だった。名古屋市立高田小学校、名古屋市立瑞穂ヶ丘中学校卒業。1979年3月、私立滝高等学校卒業。アメリカ合衆国に留学。留学中、マイアミ市長の秘書を経験した。1985年1月、ノースイースタン大学政治学科中退。
1989年10月26日、次期衆院選に旧愛知6区から立候補する意向を表明した。記者会見で「自民党に公認の申請をしたい」と述べた。
1990年2月18日に行われた第39回衆議院議員総選挙に旧愛知6区から無所属で立候補。候補者6人中6位で落選。供託金200万円も没収された。「外交問題を中心に訴えたが、ほとんど関心をもってもらえなかった。いろいろ助言してくれる人から『土下座しろ』とか『泣け』とか言われたが、そんなこと考えてもいなかった」と近藤は述べている。
1999年4月11日に行われた愛知県議会議員選挙に、自由民主党公認で名古屋市南区選挙区から出馬し、初当選。

### 衆院選に出馬
2003年4月13日に行われた県議選において再選。同年5月13日、自民党県議団は正副議長候補などを決めるための総会を開く。県議団においては名古屋、尾張、三河の選挙区ごとに候補者を出し合ってポストを振り分ける慣習があり、ひとまず三河地区から碧南市選挙区の小林秀央が議長候補に選ばれ、尾張地区からは知多郡第一選挙区の日高昇が県議団長に就任することとなった。ここで名古屋地区が副議長候補として挙げきたのが2期5年目の近藤だったため議論が紛糾。他地区から「衆院選出馬に向けた“ハク付け”。衆議院が解散されたら任期途中で副議長職を放り出す気なのか」と反発の声が上がった。
小選挙区導入後、南区などから成る愛知4区は自民党の議席がなかった。党県連が無党派層を取り込み民主党を倒すための候補として目を付けたのが、190センチ近い長身でスポーツマンの近藤だった。それでも副議長の話は他地区にとっては寝耳に水であり、結局、信任投票で決着を付けるため午後6時半を過ぎてから選挙が行われた。投票の結果、出席者64人のうち「信任」は半数を1票上回るだけの33票。不信任が21票、無効が10票だった。
同年5月26日、県議会臨時会が開かれ、自民党が選んだ小林が議長に、近藤が副議長に就任した。7月8日、自民党愛知県第4選挙区支部は、近藤を支部長に推薦する申請を党県連に提出した。10月10日、衆議院解散。10月14日、県議を辞職。
同年11月9日に行われた第43回衆議院議員総選挙に、自民党公認で愛知4区から立候補。病院経営で裕福な両親が株を売って数千万円をつくり、選挙資金とした。民主党の牧義夫に敗れるも、比例東海ブロックで復活し当選。同年12月6日、公職選挙法違反容疑で逮捕され、衆議院議員を辞職（後述）。なお、11月18日には名古屋市名東区選出の渡辺アキラ市議があっせん収賄容疑で逮捕されている。市議会議長や自民党県連副会長も務めた実力者の渡辺の逮捕に揺れ動いたときに近藤の事件が発覚。党にとってさらなる打撃となった。
2004年7月、名古屋市内でデイサービス・あいを開業。
2012年12月16日に行われた第46回衆議院議員総選挙に、日本維新の会公認で比例東海ブロックの単独候補者（名簿順位は14位）として出馬するが、落選。
2013年7月21日に行われた第23回参議院議員通常選挙に、日本維新の会公認で愛知県選挙区から出馬するも、定数3に対し候補者10名中5位で落選。
2014年に維新が結いの党と合流して維新の党が発足すると、党愛知県総支部総務会長に就任した。
2016年11月1日に日本維新の会衆院愛知4区支部長就任が発表され、12月19日に日本維新の会愛知県総支部幹事長就任が発表された。
2017年9月25日、安倍首相は、9月28日に衆議院を解散すると表明。9月26日、近藤が健康上の理由で第48回衆議院議員総選挙への出馬を取りやめたことが報道により明らかとなった。

## 公職選挙法違反により逮捕
2003年12月6日、県議時代の元秘書に現金100万円を渡して票の取りまとめの依頼などの買収工作を行ったとして、公職選挙法違反の疑いで逮捕された。元秘書に命じて、買収を図った相手は、もとから近藤を支えてくれるはずの地方議員の秘書だった。同法の買収容疑で現職の国会議員が逮捕されるのは極めて異例のことだった。12月9日、衆議院議員を辞職。自民党の元国会議員は選挙期間中、「近藤は必ず陣営に“おふれ”を出す。普段以上に注意しろ。疑われることはするな」と周りに伝えていたが、候補者の行動をとめることはできなかった。
2004年6月9日、懲役2年・執行猶予5年の有罪判決が確定した。